# Accademia (Venedig)

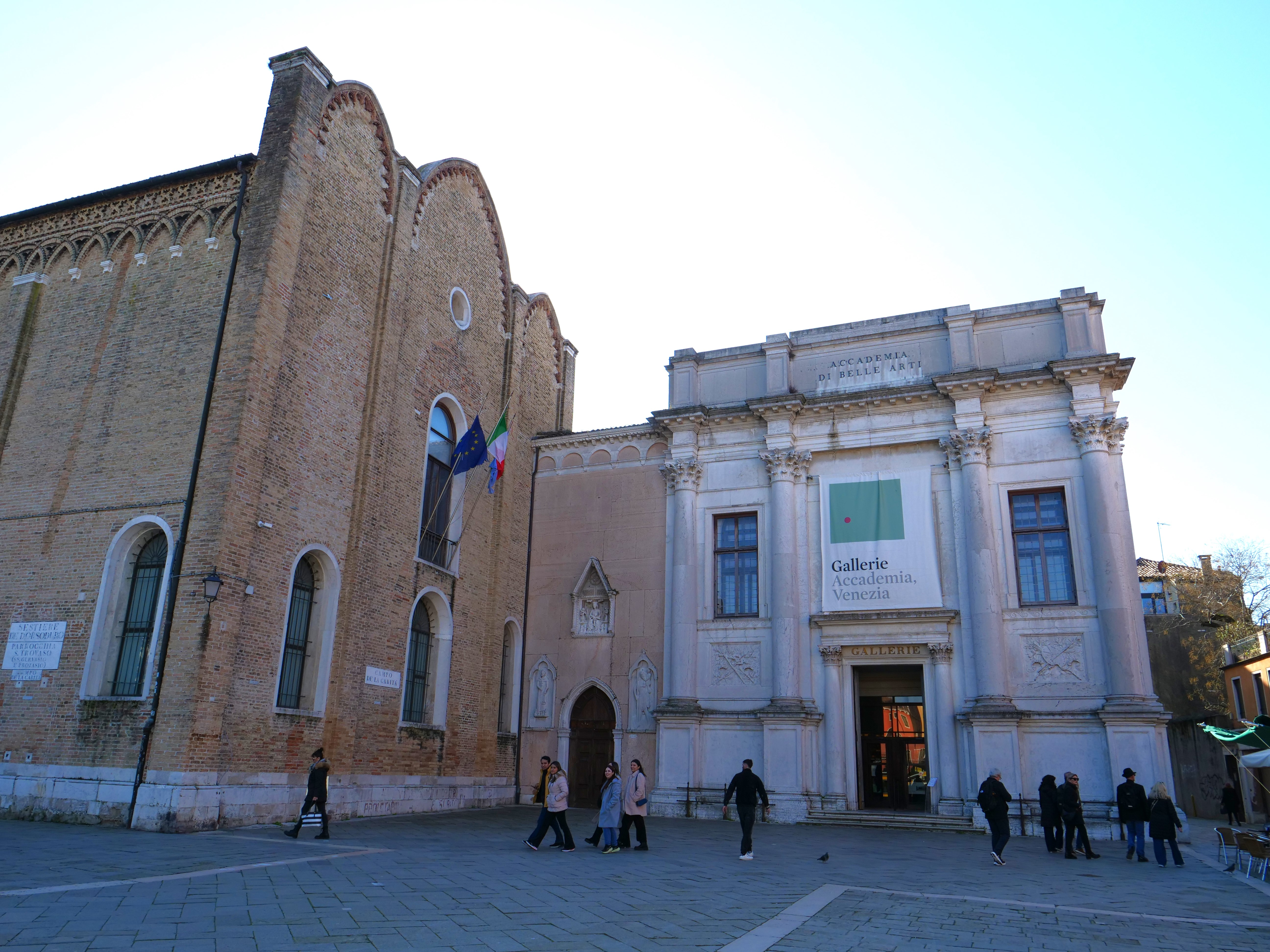
Fassade der Gallerie dell’Accademia

Die Gallerie dell’Accademia in Venedig, kurz Accademia, ist ein Museum, das in den Gebäuden der ehemaligen Bruderschaft Santa Maria della Carità untergebracht ist. Zunächst war es der Kunstakademie für Malerei und Skulptur (Accademia di belle arti di Venezia) zugeordnet und wurde 1882 ein selbständiges Museum.

## Gebäude
Das Hauptgebäude befindet sich im Sestiere Dorsoduro am Südufer des Canal Grande und beherbergt die weltweit größte Sammlung venezianischer Malerei von der Gotik bis zum Rokoko. Der Ponte dell’Accademia, eine der vier Brücken, die den Canal überqueren, wurde nach ihr benannt.
Die Sammlung ist in drei Gebäuden untergebracht: in der Scuola Santa Maria della Carità, in der von Bartolomeo Buon Mitte des 15. Jahrhunderts erbauten Kirche Santa Maria della Carità und dem von Andrea Palladio entworfenen Konvent der Laterankanoniker. Die Scuola, gegründet um 1343, war die älteste der sechs Scuole Grandi in Venedig und erhält noch heute das monumentale Bild Tempelgang Mariens von Tizian an seinem ursprünglichen Ort.

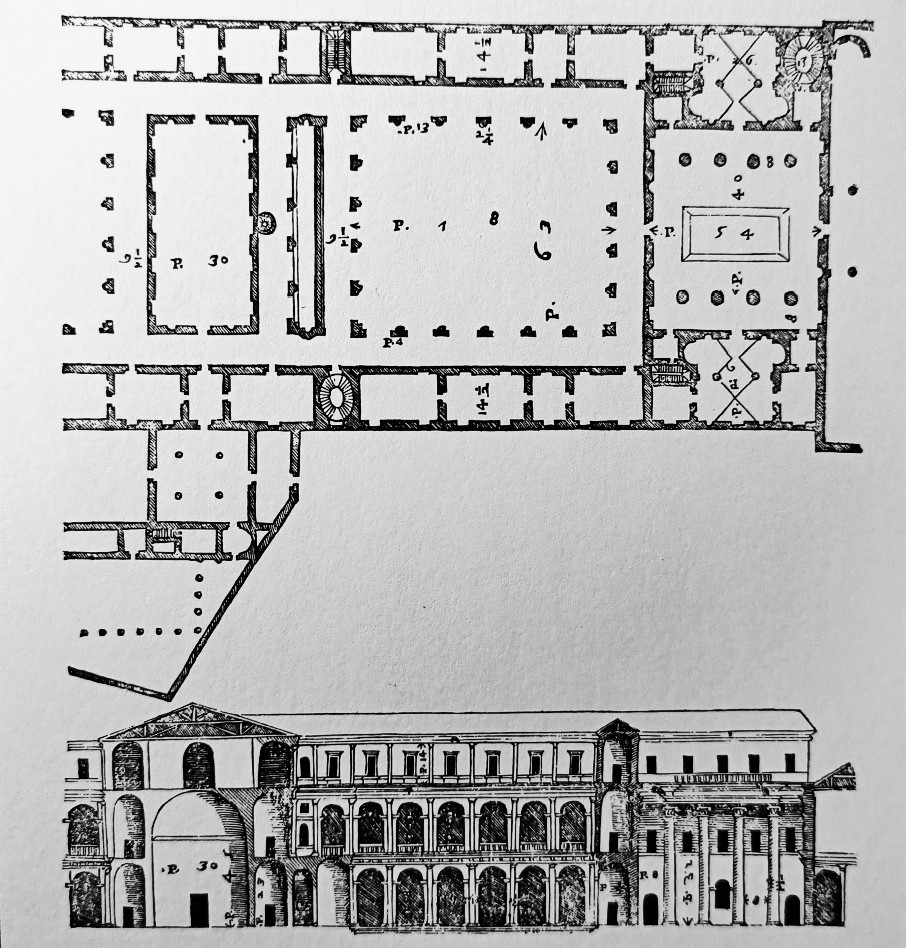
Andrea Palladio: Santa Maria della Carità, Entwurf in den quattro libri dell'architettura.

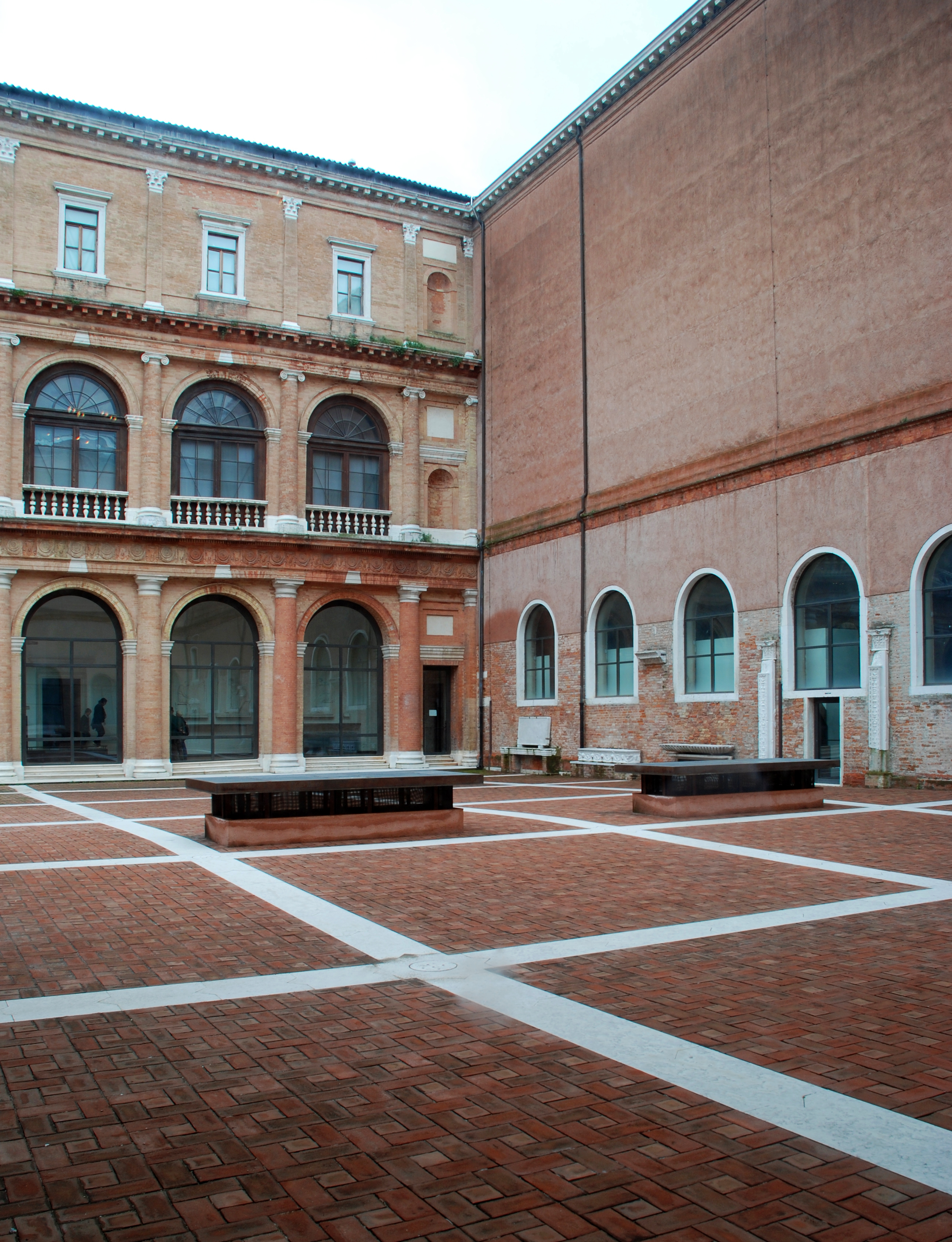
Andrea Palladio: Kreuzgang der Santa Maria della Carità, heute Gallerie dell'Accademia, Venedig.

Am 7. März 1561 wurde Palladio das erste Mal in den Dokumenten des Baus erwähnt, für welches er ein Modell anfertigte. Die Entwurfsarbeiten begannen wahrscheinlich bereits 1560. Durch finanzielle Schwierigkeiten des Konvents konnte der Entwurf nur fragmentarisch ausgeführt werden. Ein verheerender Brand von 1630 zerstörte den Palladio-Bau bis auf wenige Reste (ein Flügel des Kreuzgangs, Sakristei, Treppenanlage), die nach den folgenden Um- und Aufbauten erhalten geblieben sind. Palladios Quattro Libri zeigen den gesamten Entwurf als Grund- und Aufriss. Nach seinen eigenen Angaben im Traktat wollte er ein römisches Haus der Antike nachbauen. Der Grundriss zeigt ein Peristyl mit umlaufenden Arkaden, der von symmetrisch angelegten Räumen flankiert wird. Der Aufriss und die heute erhaltene Fassade des Peristyls bestehen aus drei Etagen, die hierarchisch angeordnet sind: ein dorisches Erdgeschoss, ein ionisches piano nobile und ein mit korinthischen Pilastern gegliedertes Obergeschoss. Während das Obergeschoss rechteckige Fenster hat, bestehen die anderen beiden Geschosse aus Pfeilerarkaden, denen Halbsäulen vorgeblendet sind (Theater-/Tabulariumsmotiv). Damit orientiert sich der Palladio-Bau stärker an den römischen Theatern der Antike als an den Wohnhäusern.

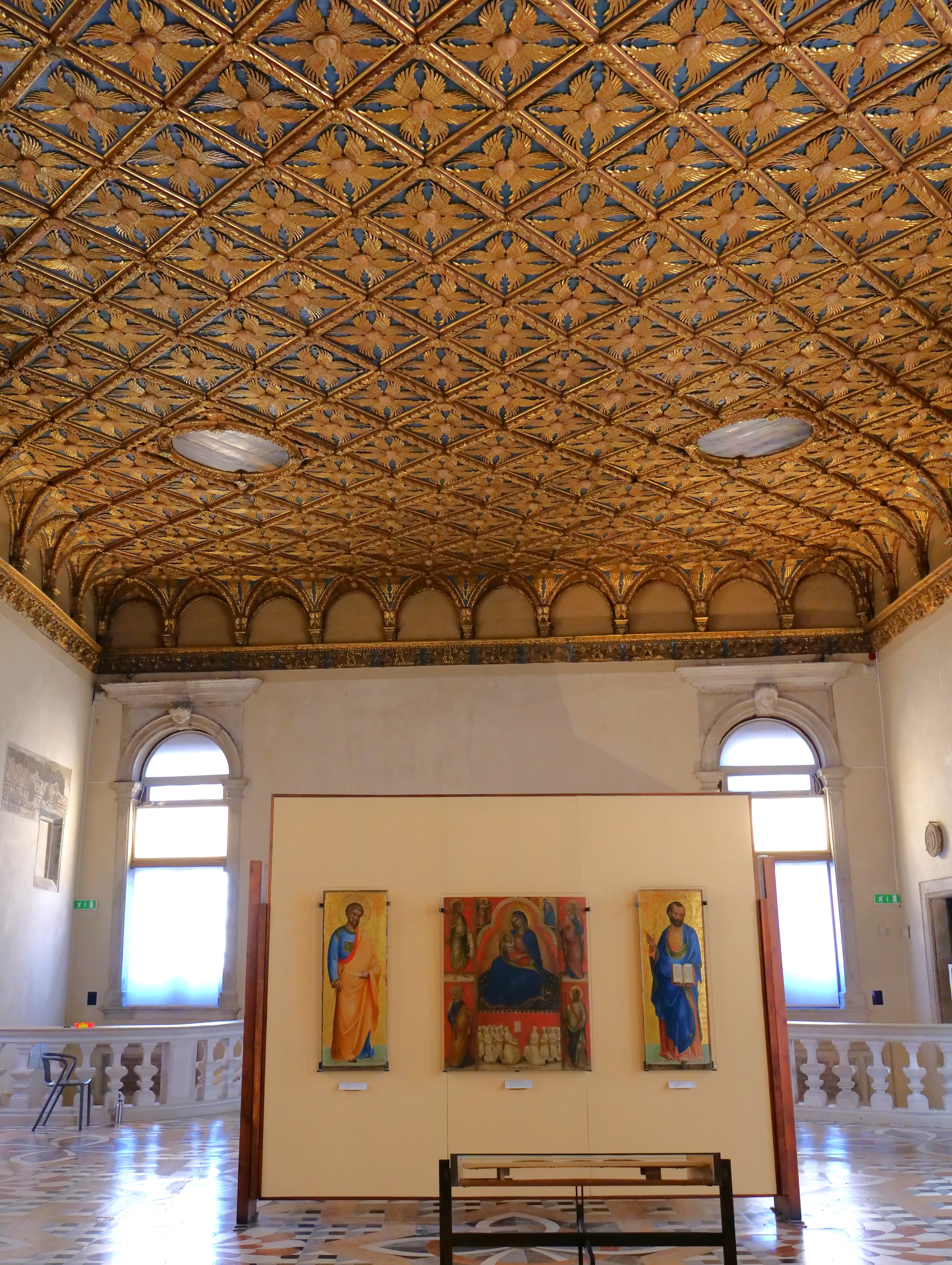
Saaleindruck im Obergeschoss der Gallerie dell’Academia

Während und nach dem Zweiten Weltkrieg wurden Ausstellungsräume durch Carlo Scarpa umgestaltet.

## Geschichte
Der Name entstammt der Kunstakademie Accademia di belle arti di Venezia, die um 1750 unter Leitung des Malers Giovanni Battista Piazzetta gegründet wurde und die dort ihren Sitz hatte. Ab diesem Jahr wurden Gemälde als Lehrsammlung präsentiert. 1756 wurde diese von der Republik Venedig anerkannt und erhielt unter der Präsidentschaft von Giovanni Battista Tiepolo den Namen Accademia di Belle Arti. Unter Napoleon wurde die Akademie in die erste öffentliche Kunsthochschule Venedigs umgewandelt. Am 10. August 1817 wurde die Lehrsammlung als öffentliches Museum namens Gallerie dell’Accademia eröffnet, die den Kern der jetzigen Sammlung bildet. Die Bilder kamen aus den in der Säkularisation aufgelassenen Klöstern und Kirchen und aus Stiftungen und Nachlässen privater Kunstsammler. Einige der Bilder waren von Napoleon aus Italien nach Paris verschleppt worden und wurden später von Frankreich zurückerstattet. Andere Bilder verdankt das Museum der geschickten Ankaufspolitik seiner Direktoren. 1882 wurde die Gallerie dell’Accademia zu einem selbständigen Museum.

## Sammlung
Die Sammlung umfasst unter anderem Gemälde von Bassano, Gentile und Giovanni Bellini, Bellotto (genannt Canaletto), Carpaccio, Rosalba Carriera, Cima da Conegliano, Crivelli, Giorgione, Guardi, Hayez, Katharina von Bologna, Lotto, Maffei, Mantegna, Palma Vecchio, Palma Giovane, Giambattista Pittoni, Paolo Veneziano, Paris Bordone, Pietro da Cortona, Pordenone, Sebastiano und Marco Ricci, Tiepolo, Tintoretto, Tizian, Veronese, Antonio Vivarini, Alvise Vivarini und Bartolomeo Vivarini, Zuccarelli.

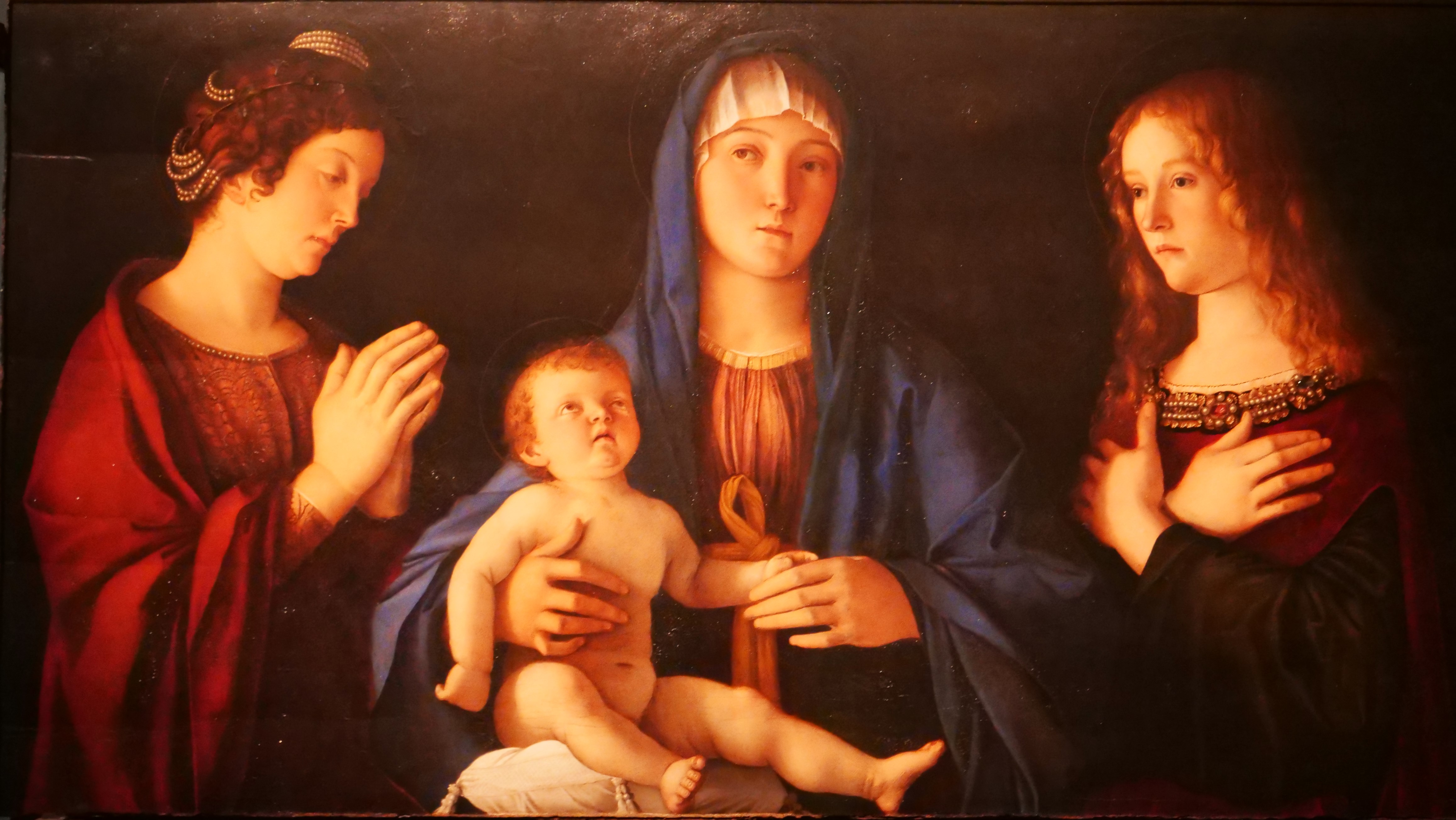
Bellini: Madonna mit Kind, Heiliger Katharina und Maria Magdalena
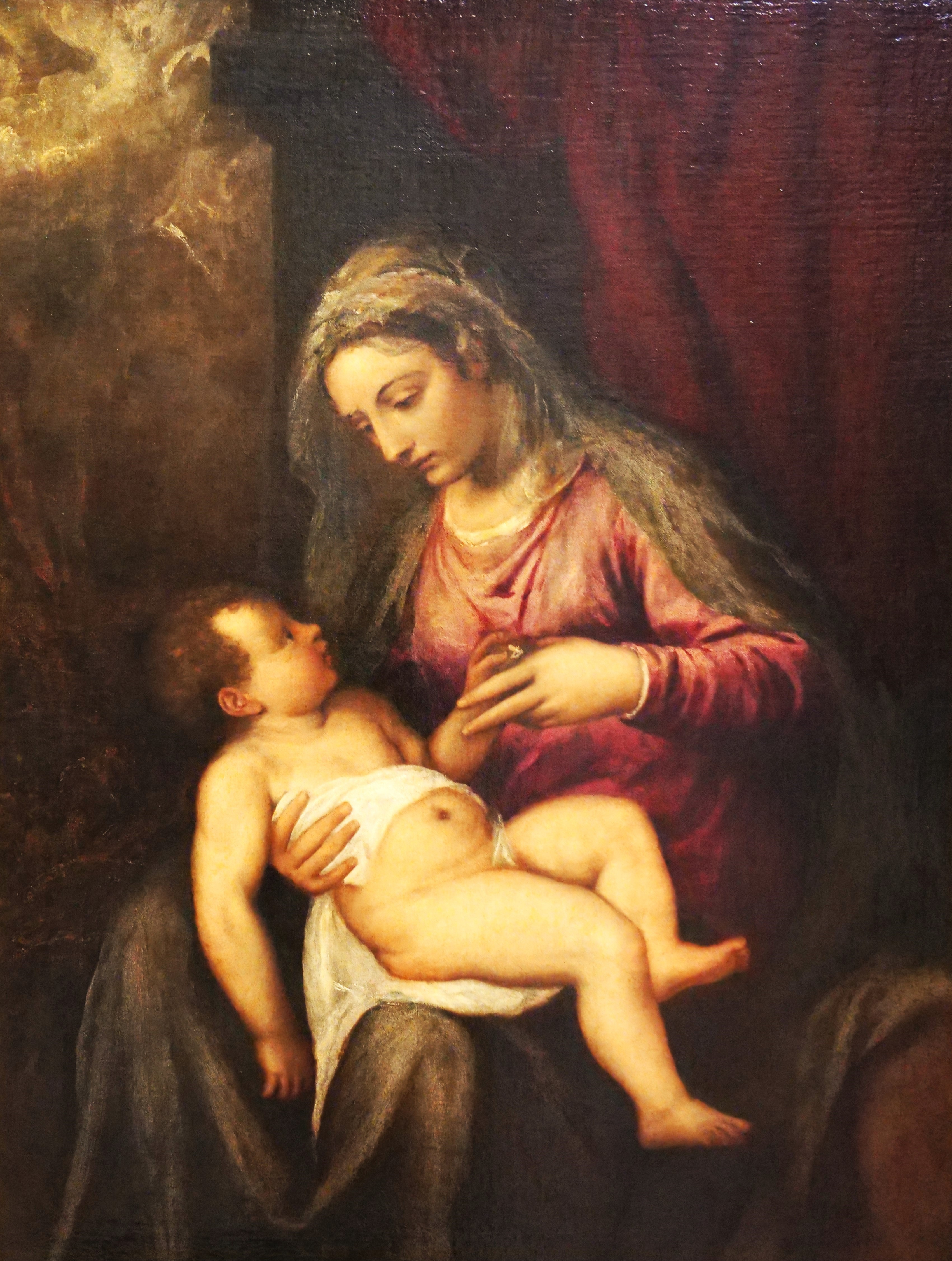
Tizian: Jungfrau mit Kind
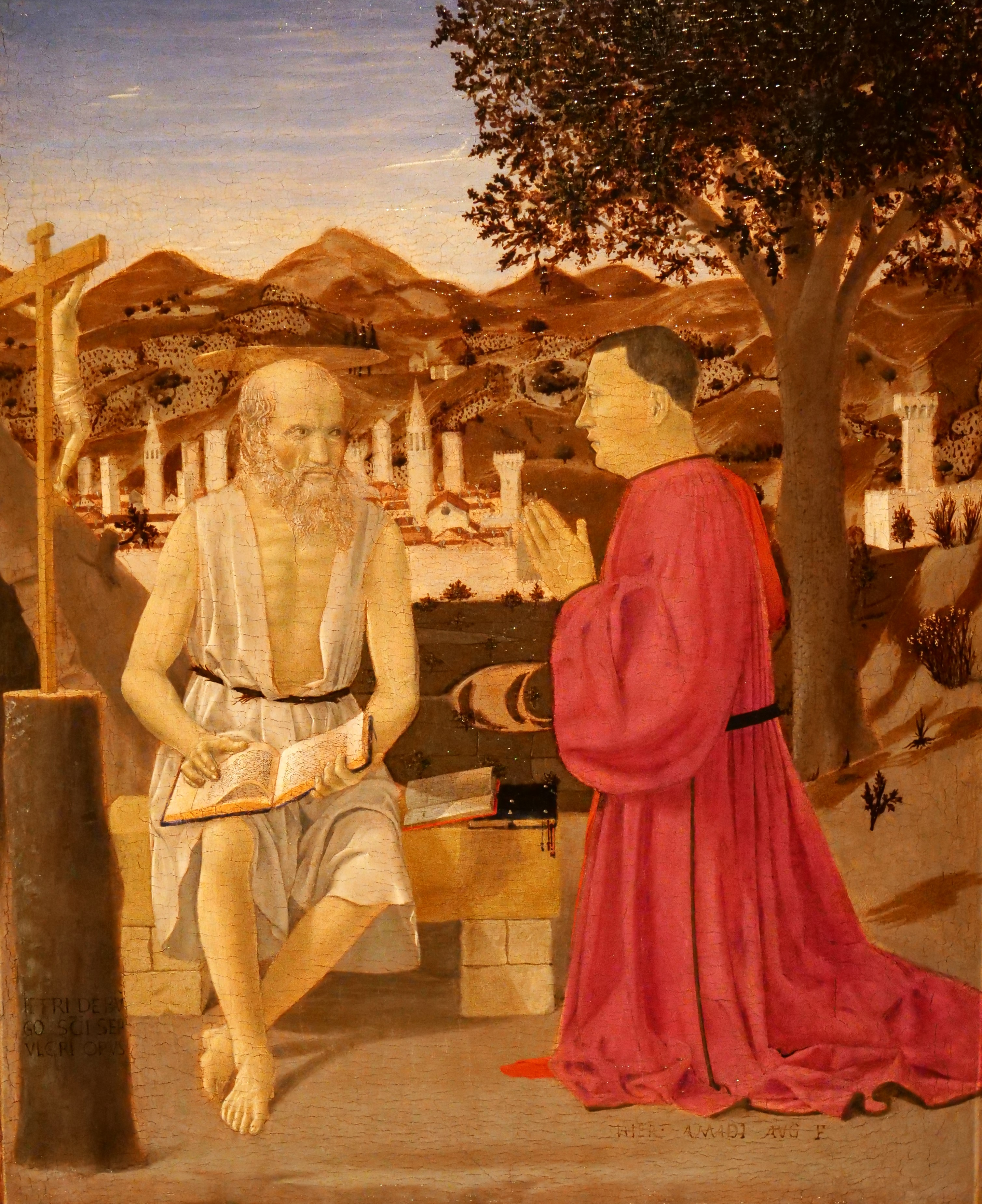
Piero della Francesca: Heiliger Hieronymus mit Verehrer
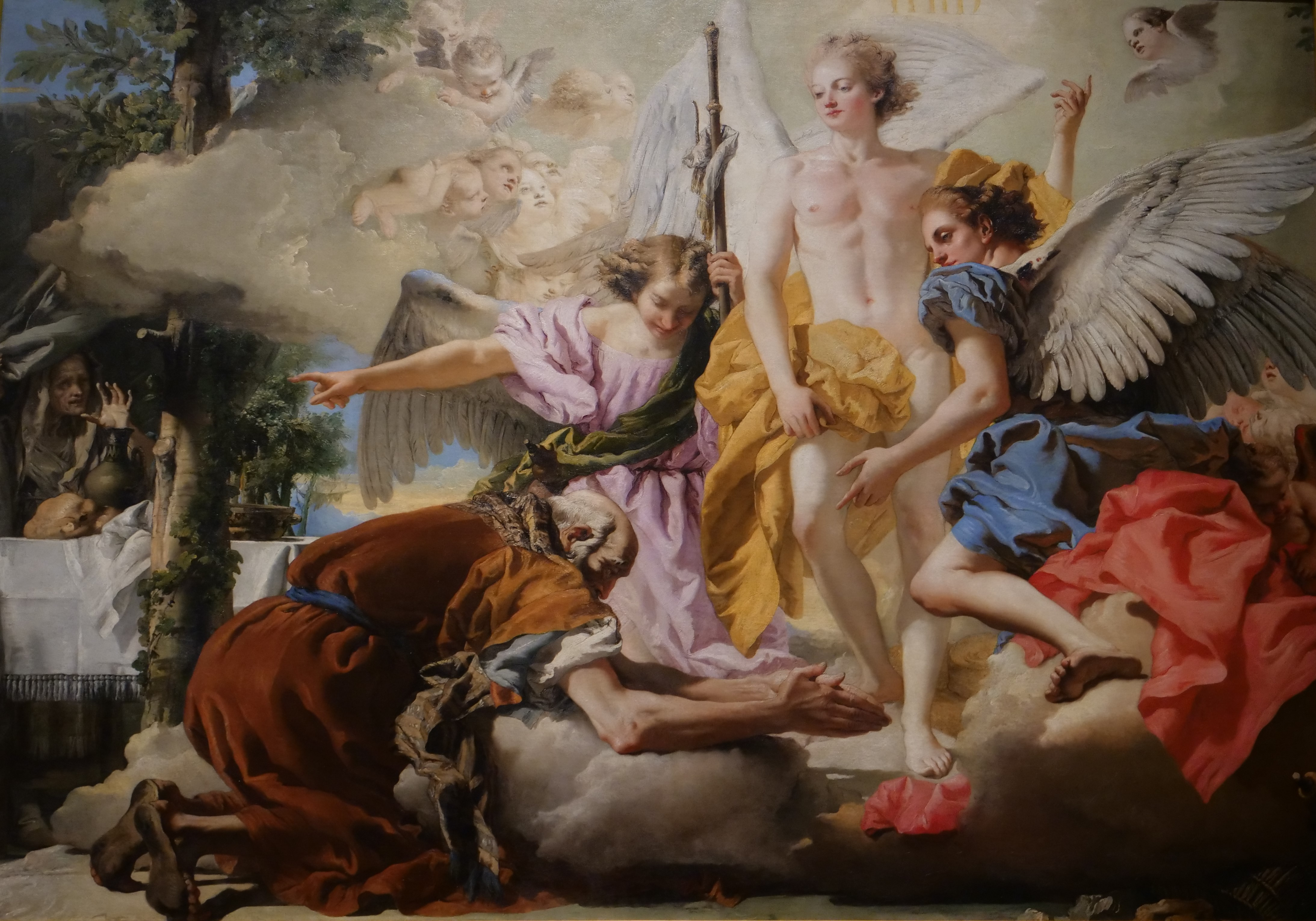
Tiepolo: Abraham mit drei Engeln
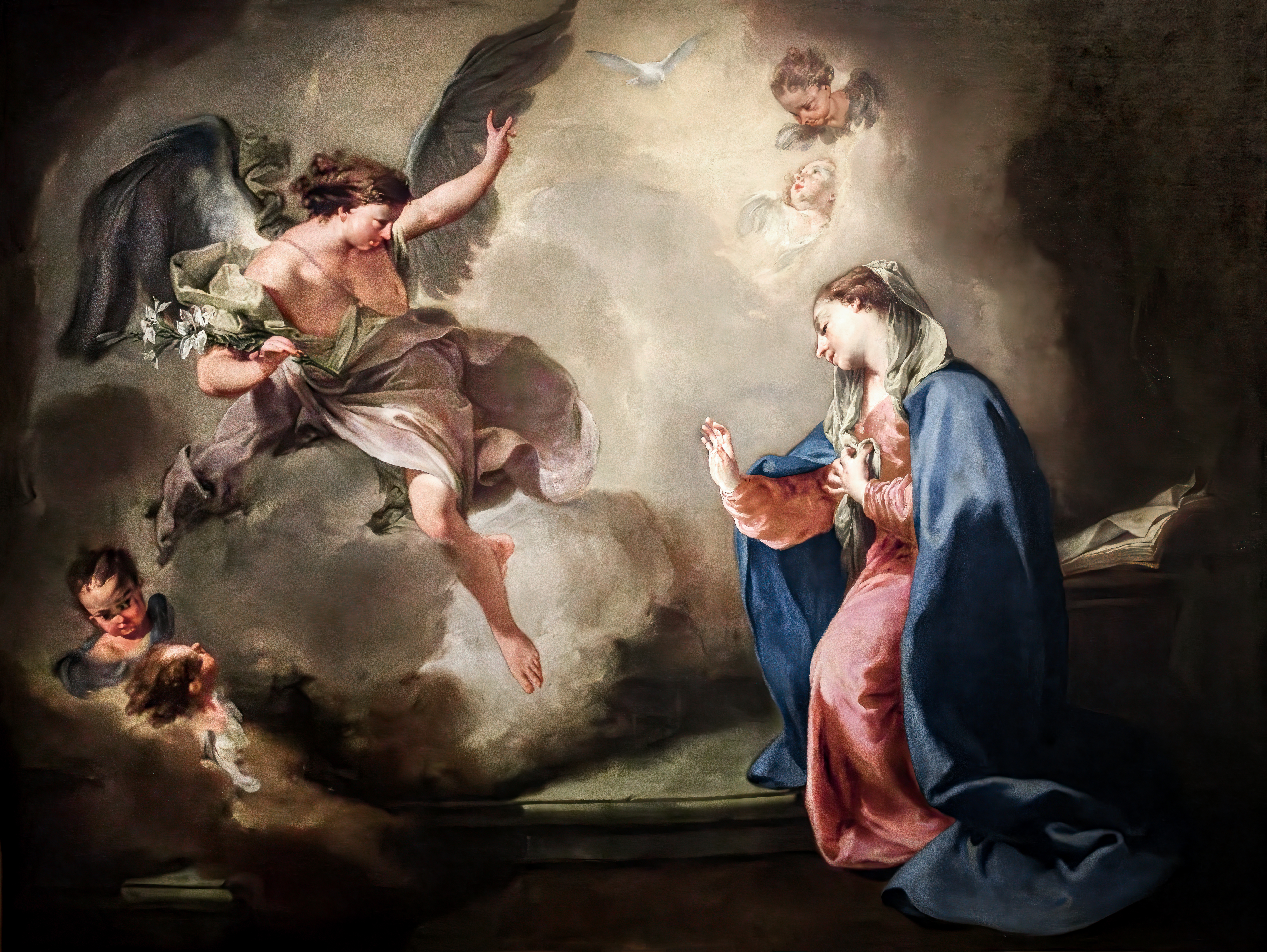
Giambattista Pittoni: L’Annunciazione (Die Verkündigung)
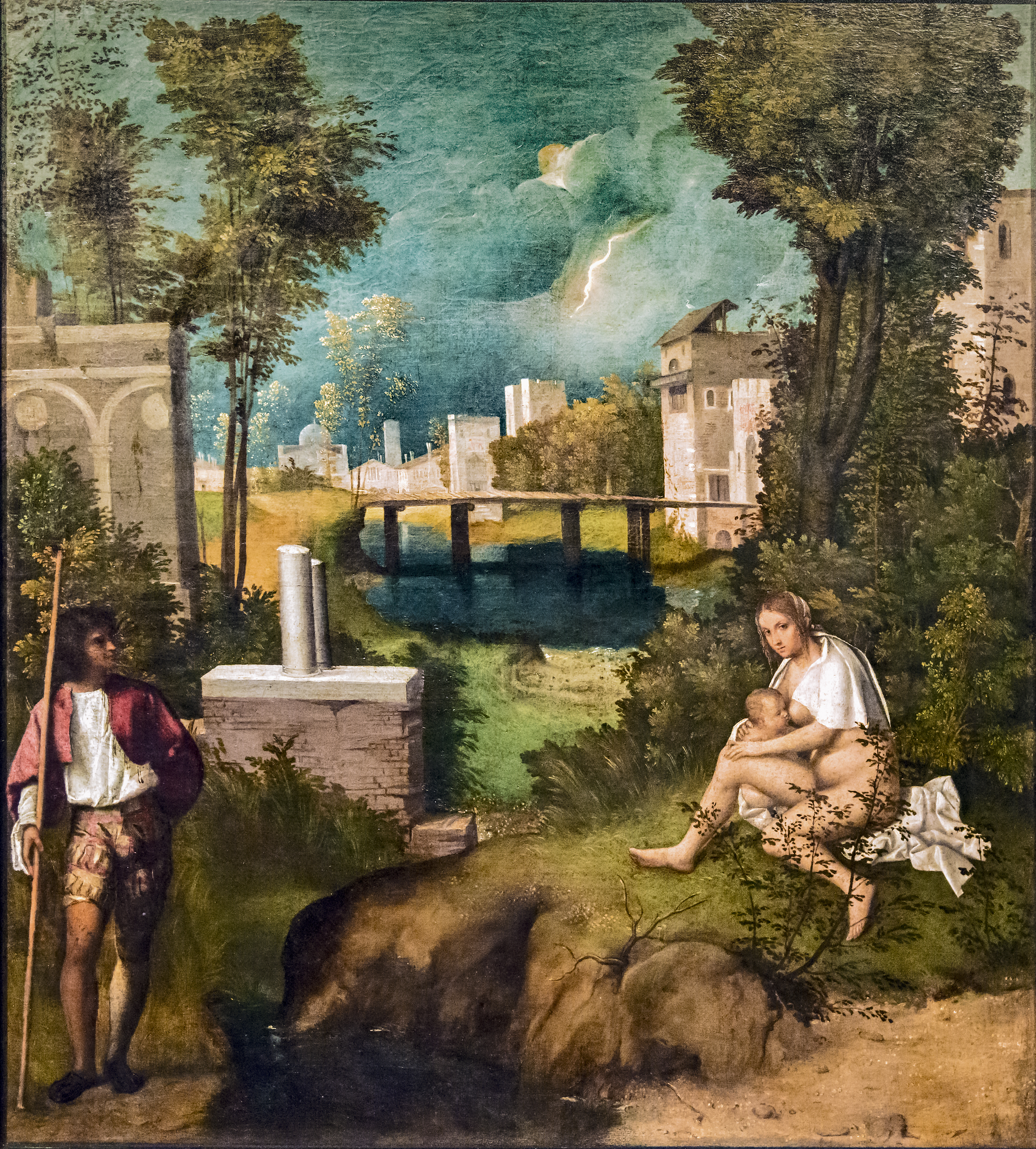
Giorgione: La Tempesta (Das Gewitter)
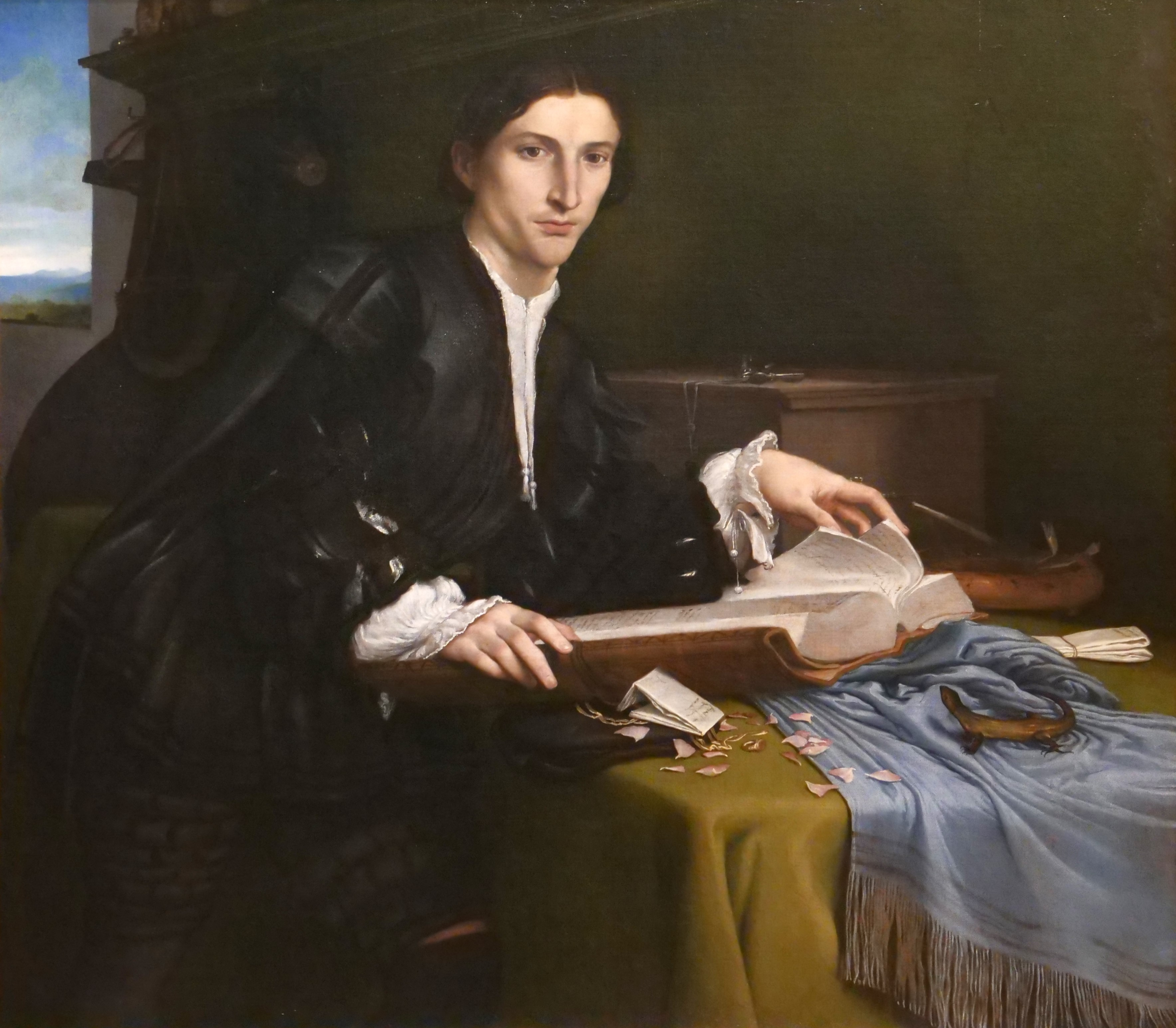
Lorenzo Lotto: Porträt eines jungen Mannes
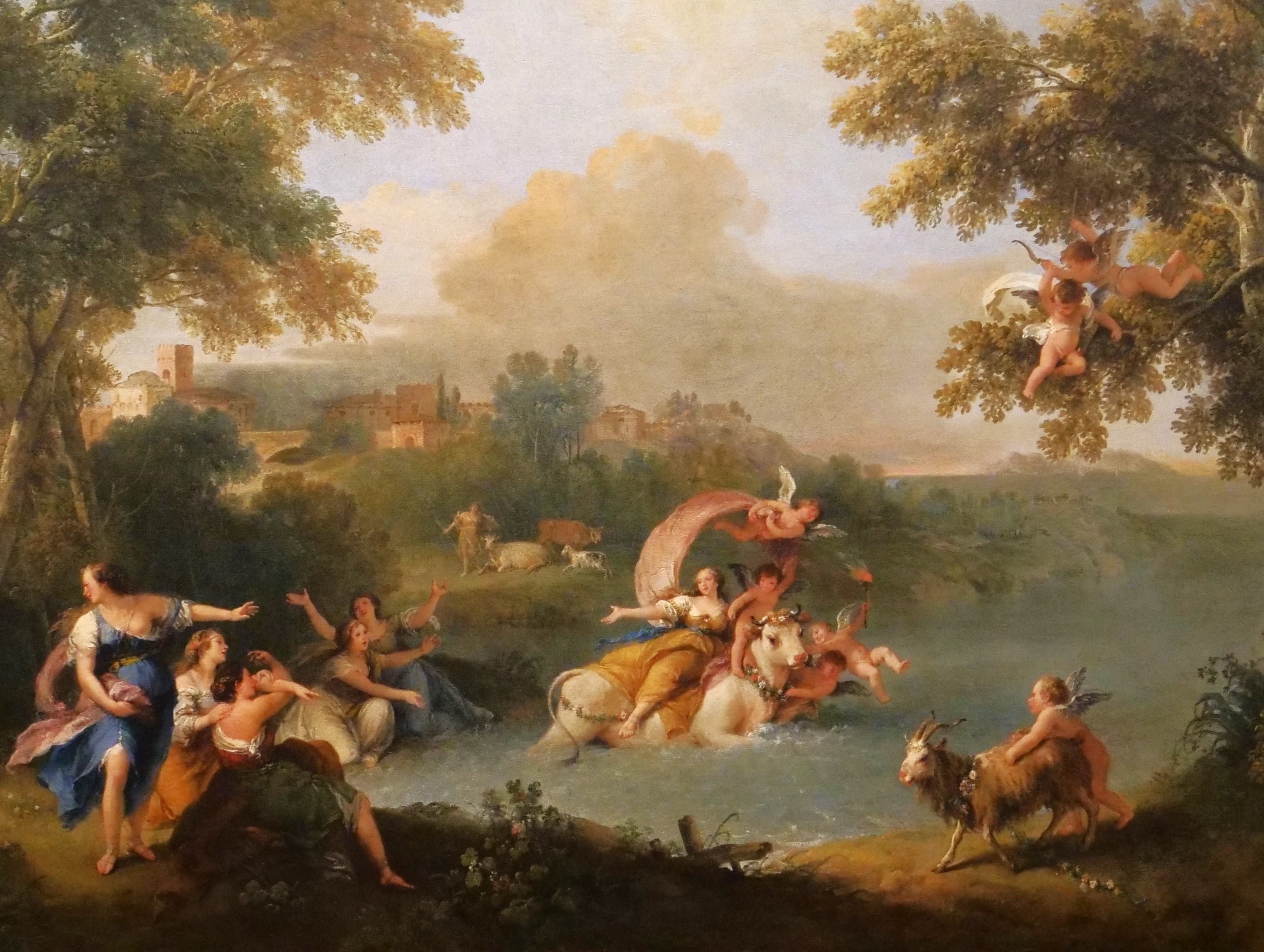
Francesco Zuccarelli: Raub der Europa (Ausschnitt)